# The Big Scary U
«El Gran y Aterrador Tú» —título original en inglés: «The Big Scary U»— es el quinto episodio de la octava temporada de la serie de televisión posapocalíptica, horror The Walking Dead , que salió al aire en el canal AMC el 19 de noviembre de 2017. Fox hizo lo propio en España e Hispanoamérica el día 20 del mismo mes, respectivamente. David Leslie Johnson y Angela Kang se encargaron en el guion del episodio, mientras que Michael Satrazemis se encargó en dirigir el episodio.
Este episodio se centra principalmente en los eventos en el Santuario justo antes y después del asalto combinado por la milicia. Por primera vez, se revelan detalles menores sobre la historia de fondo de Negan.

## Trama
En un flashback, Gregory (Xander Berkeley) negocia con Negan (Jeffrey Dean Morgan) y sus tenientes salvadores—Dwight (Austin Amelio), Simon (Steven Ogg), Gavin (Jayson Warner Smith), Regina (Traci Dinwiddie), y Eugene (Josh McDermitt) - ofreciendo expulsar a cualquier residente de Hilltop que esté de parte de Rick (Andrew Lincoln). Simon sugiere que pueden acabar con Hilltop si no cumplen, pero Negan le recuerda severamente que son recursos útiles. La reunión se termina debido al comienzo de El ataque de la milicia de Rick en el Santuario.
En el presente, El Padre Gabriel (Seth Gilliam) se encuentra atrapado con Negan en un tráiler de caja fuera del Santuario, rodeado por un grupo de caminantes. Negan no mata a Gabriel, Gabriel lo tranquiliza para que hable sobre su pasado, y descubre que Gabriel busca expiar a traición a su propia congregación. Negan habla de su propio pasado para ganarse la confianza y la ayuda de Gabriel. Trabajan juntos para atraer y despachar a algunos caminantes para que se cubran en sus vísceras y se abran paso entre el grupo.
Mientras tanto, los lugartenientes Salvadores creen que Negan está muerto y hablan sobre cómo manejarán el vacío de poder. Gavin plantea la posibilidad de que el ataque de la milicia haya tenido éxito debido a la información interna de uno de ellos. Dwight, que le había proporcionado a Rick esa información, desvía la discusión a los problemas con los trabajadores ansiosos en el piso de abajo, sabiendo que si no afirman una forma de autoridad, podrían rebelarse. Dejando las cosas por el momento, regresan a sus aposentos. Eugene viene a la habitación de Dwight para darle un regalo de agradecimiento y nota un juego de ajedrez recién pintado en su habitación. Algún tiempo después, Simon decide cortar la luz del Santuario para conservar recursos. Varios trabajadores suben para protestar por las condiciones y demandan ver a Negan. La capacidad de los tenientes de controlar a los trabajadores se debilita y se empieza a crear un gran caos hasta que llegan Negan y Gabriel, tras lo cual la tensión se calma. Negan rápidamente reafirma su autoridad y los trabajadores regresan obedientemente al piso inferior. Negan les dice a sus soldados que encierren gentilmente a Gabriel en una celda. Los Salvadores descubren bolsas de armas dejadas por la milicia y evidencia de que fueron robadas y usadas por medio de un Salvador infiltrado a los aliados de Rick. Eugene descubre una mancha de pintura en una bolsa, del mismo color que el juego de ajedrez de Dwight. Negan le pide privadamente a Eugene que descubra cómo librarlos de los caminantes que rodean el Santuario. Más tarde, Eugene va a visitar a Gabriel y lo encuentra bastante enfermo, y rápidamente pide atención médica.
En otra parte, Rick y Daryl (Norman Reedus) se dirigen donde un agonizante Yago (Charles Halford) para saber que es lo que ocurrió pero este le revela antes de morir que todos los integrantes de la milicia del Reino murieron a excepción del Rey Ezekiel, Jerry y Carol. Este finalmente muere y Rick evita su reanimación, poco después observan las armas a bordo de un camión del fenecido Salvador que le impidieron regresar al Santuario. Entran en una discusión sobre qué hacer con las armas, Daryl cree que deberían usarlas contra los Salvadores, mientras que Rick ve una solución más humana. La discusión se convierte en una pelea a puñetazos, que inadvertidamente resulta en una bolsa de dinamita lanzada al camión, destruyéndola junto con las armas. Daryl se va en su motocicleta de regreso a Alexandría, un resentido Rick se dirige a otro rumbo y se queda mirando un helicóptero volando a lo alto.

## Producción
El episodio se inicia en una prevía al ataque al santuario, luego presenta los acontescimientos que dejaron como secuela durante el ataque al santuario por lo que Lauren Cohan (Maggie Rhee), Chandler Riggs (Carl Grimes), Danai Gurira (Michonne), Melissa McBride (Carol Peletier), Lennie James (Morgan Jones), Alanna Masterson (Tara Chambler), Josh McDermitt (Eugene Porter), Christian Serratos (Rosita Espinosa), Seth Gilliam (Gabriel Stokes), Ross Marquand (Aaron) no aparecen pero igual aparecen en los créditos de apertura. Sin embargo los actores Tom Payne (Paul "Jesús" Rovia), Khary Payton (Rey Ezekiel), Katelyn Nacon (Enid) y Pollyanna McIntosh (Jadis) tampoco aparecen en el episodio pero igual se les acredita en la sección de "also starring", el actor Xander Berkeley (Gregory) solamente aparece en los flashbacks del episodio.
"The Big Scary U" presenta los primeros detalles de la historia de fondo de Negan dentro de la serie de televisión, y toma prestado de la miniserie independiente de Robert Kirkman, "Here's Negan", publicada en capítulos cortos de abril a octubre de 2016. En el caso de la serie de cómics, Negan había estado presente en la narración de aproximadamente 50 números antes de que Kirkman escribiera la historia de Negan en "Here's Negan". Kirkman dijo que deliberadamente se negó a dar los antecedentes de Negan ya que consideró que "esa historia funciona mejor cuando Negan ha estado presente por muchos años atras". Del mismo modo, cómo la serie de televisión estaba tratando la historia de Negan había sido poco claro desde su  introducción al final de la sexta temporada; Jeffrey Dean Morgan, que interpreta a Negan en el programa, inicialmente no tenía claro los antecedentes del personaje y había asumido que Negan había sido anteriormente un vendedor de autos usados antes de la epidemia. Kirkman ha declarado que le gustaría ver la historia de Negan retransmitida en televisión a través de Morgan, pero no puede hablar por cuánto tiempo el programa planea mantener al personaje cerca.

## Recepción

### Recepción crítica
"The Big Scary U" recibió críticas positivas de los críticos. En Rotten Tomatoes, tiene un 83% con una calificación promedio de 7,07 sobre 10, con base en 24 revisiones. El consenso del sitio dice: "The Big Scary U" ralentiza la acción para pasar tiempo de calidad con, y por lo tanto humanizar, a dos de sus miembros del elenco muy difamados.
Noel Murray de Rolling Stone llamó a "The Big Scary U"uno de los mejores episodios de la temporada porque proporcionaba más matices al personaje de Negan de lo que se había mostrado antes, y porque llenaba algunas de las lagunas de la historia. de episodios anteriores.

### Audiencia
El episodio promedió una calificación de 3.4 entre los adultos de 18 a 49 años, y tuvo una audiencia de 7.85 millones de espectadores, lo que marcó un mínimo de seis años para la serie.